# 星際爭霸戰
《星际旅行：初代》（英語：Star Trek）是一部在文化上有重大意義的科幻電視影集，由吉恩·羅登貝瑞（Gene Roddenberry）於1960年代所創造。它有廣大的愛好者，《電視指南》（TV Guide）將它評為「史上25大人文劇集」的第一名，之後更陸續製播了5部衍生電視影集以及12部院線電影。吉尼斯世界纪录大全更將它列入有最多衍生作品的項目。
為了跟其他續篇有所區分，西方一般都稱呼它為（星际旅行：原初系列），縮寫為或是。請參考星艦奇航記以查看更一般性的概述。
故事的設定是發生在有着烏托邦背景的23世紀，《星際爭霸戰》的故事是敘述星艦「企業號」以及它的航員的歷險過程。每一集開頭的旁白說明了他們的目標：
宇宙，終極的邊疆。這裡敘述的是星艦企業號的旅程，它的五年任務，是為了要探索這全然未知的新世界戲中，尋找新生命和新文明，勇踏前人未至之境。
《星際爭霸戰》最初於1966年9月8日星期三於全國廣播公司播映。一開始它並不是太成功，收視率很低而且廣告收入不佳。然而，當劇集腰斬的威脅在第2季隱隱約約地浮現之後，死忠的影迷們發起了一項前所未有的運動，懇請繼續製播這部影集。影迷們成功地讓同意製播第3季，但是影集的時段卻換到了星期五晚上這個「黃昏時段」。在第3季結束之後，影集還是下檔了。最後一集於1969年6月3日首播。
之後影集的重播權出售，電視台在他們認為可以吸引影迷及潛在影迷來收看的時段重播它。不久，許多影迷加入了當初發起這個讓《星際爭霸戰》大受歡迎的運動的影迷的行列，一起為這個連鎖事業建立了一個廣大的市場。前6部《星艦奇航記》的電影是以《星際爭霸戰》為基礎，並且第7部電影也有一些舊角色參與。
原始《星際爭霸戰》的影迷們在西方普遍被叫做Trekkies，不過部分影迷偏好使用這個稱呼。

## 創建時期
在1964年的時候，羅登貝瑞的《星際爭霸戰》概念讓他獲得了一份來自德西路公司3年的研發合約。德西路是一間具領導地位的獨立電視製作公司，由喜劇演員路西爾·包（Lucille Ball）以及德西·阿南茲所共同創立。羅登貝瑞以一個類似「星際篷車隊」形式的影集來向幾個大電視網推銷它，描述它像是一部西部片（例如：《篷車隊》（Wagon Train）和《槍煙》這兩部）的未來版，在當時西部片在電視上很流行。在羅登貝瑞原始的構想裡，主角是星艦「約克號」上的羅伯特·艾波（Robert April）艦長。不過這個角色最後卻變成了克里斯多夫·派克（Christopher Pike）艦長。第一個試播章節「牢籠」在1964年製播完成。
羅登貝瑞的許多概念在當時是相當先進的。在他的想像裡，星艦的航員組成是多種族、多物種的，因為根據他的假設，在23世紀是沒有種族歧視的——而這個作法在當時是頗具爭議性的，因為那個時候在美國還有很多地區仍然嚴格地實施種族隔離政策。他也加入了其他外星物種擔任重要角色，例如史巴克是一半人類、一半外星人血統。
其他《星際爭霸戰》的創新特點還包括關於基本生產問題的聰明解法。關於超光速曲速引擎的想法在科幻界並不是一個新的概念，不過它提供給劇本創作者一個有效的敘事裝置，讓企業號可以在廣大的太空中迅速地旅行。讓行員們可以迅速地從甲地「傳送」到乙地的物質傳送器簡潔地解決了如何將角色於場景間迅速移動的問題，因為製作小組不久後發現為每一集拍攝一段太空船降落過程太昂貴而被禁止。
《星際爭霸戰》的試播章節一開始是提供給哥倫比亞廣播公司電視網，但是他們回絕了，改而選擇較為主流的艾文·亞倫製作的《太空迷航》。接著《星際爭霸戰》被拿到了全國廣播公司，一開始也是回絕，認為它太花腦筋而且缺乏動作場景。然而高層對於這個概念留下深刻的印象，並做出了極為不尋常的決定，希望能夠拍攝第二個試播章節——「前人未至之境」。原先第一個試播章節裡的角色只有史巴克（由李奧納德·尼摩伊飾演）仍然出現在第二個試播章節裡，原始的航員也只有2位（瑪婕爾·巴瑞特和尼摩伊）有在之後的系列影集裡出現。值得注意的是，原先星艦上的女性大副角色在第二個試播章節裡也換成由男性來擔任。雖然第一個試播章節從未以原先的版本公開播映過（直到最近才收藏在《星際爭霸戰》的影集DVD裡面公開發行），製作小組很聰明地在之後的某一集裡「回收利用」了它的許多片段。
在第二個試播章節裡，幾乎所有的主要角色（以及扮演他們的演員們）加入了這個系列影集中，包括柯克艦長（由威廉·薛特納飾演）；總工程師史考特少校（由詹姆斯·督漢飾演）；以及在這一集是艦上的植物學家，之後變成舵手的蘇魯少尉（由喬治·武井飾演）。在這一集還沒有出現的是總醫官伦纳德·麦科伊醫生（由德佛瑞斯特·凱利飾演），而是由派普醫生代替。以及通訊官烏蘇拉（由妮雪兒·尼柯斯飾演）。羅登貝瑞在影集裡加入蘇魯（和之後的烏蘇拉）是一項大膽的嘗試，因為當時美國電視節目本質上是很保守的（以及許多美國社會裡根深蒂固的種族主義）。
無庸置疑地，武井和尼柯斯是第一個來自他們各自的種族背景（尼柯斯是非裔美國人，而武井是日裔美國人）的演員，在影集裡擔任常態出現的角色，而且角色的描寫不是過去那種下等種族的刻板印象。另一個值得注意的是，尼柯斯的角色也是美國電視節目裡第一個擁有高級職位，並且跟她的男性同事平起平坐的女性角色。的確，據尼柯斯說，她在影集裡的演出被認為是非裔美國人傳略裡的一項重要的進步，所以當她告訴馬丁路德·金恩她考慮離開影集時，他力勸她留下。
系列影集裡星艦生活裡的許多方面是以大航海時代裡的英國皇家海軍做為藍本。羅登貝瑞本來打算將克里斯多夫·派克（第一個試播章節裡的艦長）塑造成類似小說裡霍雷肖·霍恩布洛爾艦長的角色。角色之間存在著一定程度的拘謹；系列影集劇本作者指南指出，在緊急狀況突然發生時，不應該有美麗的航員衝進艦長的懷裡，然後一起等待毀滅的命運到來。「企業號」是星際艦隊裡面數以千計的星艦之一，星際艦隊隸屬於星際聯邦，而星際聯邦是由150以上個星球成員所組成。
史巴克和麥考依醫生是艦長的兩位密友，這反映了19世紀的現實情況，在當時船長常常會考慮指揮系統之外階級相近者的建議。與傳統海軍真實情況的連結還反映在一些小細節，比方說當船長到達艦橋時會聽到3個音調的「水手長的哨聲」；以及在作戰的時候，船和船之間是相對靜止的，彼此之間隔著一段距離發砲。跟《星際大戰》的世界不一樣的是，並沒有從現代海戰中的航空母艦作戰方式獲得啟發；在星際爭霸戰裡面看不到小型戰鬥機。後來在《銀河飛龍》時期的電影《星際叛變》裡有一艘戰鬥機短暫地出現。
羅登貝瑞的製作團隊裡面有2個關鍵成員，一個是藝術指導馬特·傑佛瑞斯和服裝設計威廉·瓦·西斯；傑佛瑞斯是企業號的設計者，他的貢獻非常重大，所以他的名字也成為星艦設計的一部分而永垂不朽。就是所謂的傑佛瑞斯管道，每一艘聯邦星艦的設計上都會有這個部分。西斯創造了企業號的制服，以及為每個女性客串角色們設計美麗性感的戲服。之前為迪士尼工作的藝術與雕刻家張瓦，也受僱設計製作小道具；他創造了翻蓋式通訊器，三录仪（「感知—紀錄—計算」三種用途），以及從傑佛瑞斯的原始設計改進而成的光線槍。
在創造《星際爭霸戰》的外觀方面，羅登貝瑞和他的團隊花了可觀的心力再建立一個充分被環繞和可信度高的未來世界。這個未來世界充滿著太空旅行與高科技，不但在視覺上令人驚艷，同時在意義上又頗能前後一致。影集裡給觀眾帶來許多新觀念，同時也將螢幕上的科幻作品的敘述方式推向一個新的境界。例如：曲速引擎、物質傳送、無線手持通訊設備與掃瞄器、指向性能源武器、桌上型電腦終端機、雷射外科手術、以及電腦語音合成等等。雖然這些概念在之前許多科幻文學和電影裡就有出現過，不過它們並沒有以如此具有說服力的方式完整地整合在一起。即便是艦上的自動門在1966年的時候還是一件相當新穎的事，這也使得《星際爭霸戰》被認為有功於啟發後續真實生活裡自動門的研發，進而造成現今自動門處處可見的結果。
羅登貝瑞在避免陳舊的設計以及原始的特效（如同早期的科幻電影和電視影集）這方面是特別敏銳的。而《星際爭霸戰》在當時最著名的地方是有著極為真實的視覺效果。他在對傑佛瑞斯關於太空船（也就是現在的星艦「企業號」）設計的簡報，簡單地說就是要避免所有過去太空旅行的陳腔濫調——沒有火箭、翅膀、噴射廢氣或是尾煙軌跡等等。不過傑佛瑞斯還是得跟羅登貝瑞爭辯說太空船的外殼設計還是越簡單越好。
傑佛瑞斯的星艦概念歷經數百次的變動，以及一段冗長的討論過程之後，才變成最終的「碟子和筷子」的設計，這也是隨後所有星艦奇航記太空船的設計模版。傑佛瑞斯也開發了「企業號」艦橋（原始設計者是帕托·卡茲曼）的主要部分，並且將他在第二次世界大戰擔任空軍飛行員的實際經驗，以及他對於飛機設計的知識融合在一起，設計出一個時髦、功能性、符合人体工学的艦橋設計。
在这个系列的第二、三季拍摄过程中，NBC曾多次因收视率等问题，决定停播这一系列。但早在第一季播出时，NBC就已经收到了29000封信件；当传言说起星际迷航系列即将被取消时，在罗登伯里的号召下，数以万计的粉丝决定通过写信来拯救这个计划。:377-394很快，4000名粉丝的联名信已经发出，仅在1967年十二月到1968年三月的4个月之内，NBC收到了超过116,000封抗议信，其中仅2月就有多达52,000封:218。而实际上，他们收到了超过一百万封邮件，但只打开了116,000封。加州理工、伯克利大学和麻省理工的学生也走上街头声援这一行动。
NBC收到了来自全国各地，甚至包括纽约州政府的抗议信：
The show, according to the 6,000 letters it draws a week (more than any other in television), is watched by scientists, museum curators, psychiatrists, doctors, university professors and other highbrows. The Smithsonian Institution asked for a print of the show for its archives, the only show so honored.
和
Much of the mail came from doctors, scientists, teachers, and other professional people, and was for the most part literate–and written on good stationery. And if there is anything a network wants almost as much as a high Nielsen ratings it is the prestige of a show that appeals to the upper middle class and high brow audiences.
这些努力最终为星际迷航争取到了第二季和第三季的播出。尽管第三季明显不如第二季，但这为这个系列带来了转播的机会。这才带来了Trekkie文化的形成<。

## 角色性格描述
《星際爭霸戰》以及之後系列影集裡的角色，構成了一個多樣性的多民族團體。羅登貝瑞的意圖是說明人類的未來進入了一個更為啟發的時期，在那個時候人們共同努力，不再被國界所區分。
跟《星際大戰》一樣，《星際爭霸戰》著名的一點是讓它的演員們從少為人知變成明星。凱利曾在許多電影和電視節目中出現，但多是小角色。薛特納和尼摩伊先前也有電視和電影的經驗，但都不是很有名（雖然薛特納曾在經典作品《陰陽魔界》的一集「兩萬呎驚魂」演出一個令人難忘的角色，一個驚恐的飛機乘客）。《星際爭霸戰》的演員陣容相對於它的對手《太空迷航》而言顯得差了一大截，後者有許多有名的演員參加演出，包括《蒙面俠蘇洛》的演員蓋·威廉斯，以及當時美國數一數二的年輕演員比爾·莫米。
在《星際爭霸戰》裡面的三個主角分別是詹姆斯·提庇留·柯克艦長、李奧納德·麥考伊醫生（柯克都叫他「老骨頭」）以及科學官史巴克。這三人成為一個堅強的團隊，彼此之間的對手戲演得精彩，角色的特質也普遍受到觀眾的歡迎：柯克多情且機智勇敢、史巴克冷靜且講求邏輯、麥考伊善於嘲諷且真實說出他的想法等等。
一半人類一半瓦肯人血統的史巴克，擁有超越人類的智能和力量，這個角色很明顯地是參考福爾摩斯。身為原始演員陣容裡唯一的非人類角色，這個角色本來的用意是要成為一個冷靜的觀察者，用來更加看清楚人類的能力和缺點。史巴克這個角色最初被電視網高層否決了，原因是他們認為他的外表隱約地跟「撒旦」相近（尖尖的耳朵和眼角），可能會讓某些觀眾覺得心煩。事實上，羅登貝瑞發現電視網在將宣傳資料送到南方較為保守的州會員的手上之前，有先將照片裡史巴克的耳朵和眼角修飾過。但是史巴克逐漸地變成影集裡最受歡迎的角色之一，他的角色平靜與冷漠，相對於麥考伊醫生的熱情鄉下醫生般的個人特質，兩人間的針鋒相對也成為影迷間所津津樂道。許多女性星艦迷也覺得史巴克的外表對她們有著強大的吸引力，原因是因為她們幻想隱藏在他冷靜的瓦肯人外表之下所帶出的人類面的豐富情感。
影集的製播是在冷戰期間，並且它的劇情偶爾會影射這個時期。《星際爭霸戰》偶爾會演到跟其他先進太空文明種族的遭遇，包括克林貢人與羅慕倫人等等，他們都同時與星際聯邦進行各自的「冷戰」。然而，歷史上的冷戰在影集當中被清楚地刻畫為過去的一部分，許多人類角色的名字是俄式姓名。

## 部分劇情
《星際爭霸戰》許多集的情節都有牽涉到企業號遭遇到遠勝於它和它的航員的力量的故事。這些「力量」有著許多不同的面貌：有著強大精神力的先進外星種族、兇惡的外星機器、有一次還遇到一個「神」。有時候某個航員會在某個不尋常的事故裡得到神一般的力量，最後也總是給他們自己或是其他航員帶來毀滅。對自動化採取謹慎的態度獲得了勝利。在許多集裡，柯克艦長還從專橫的電腦手裡解救外星文化。
許多這種類型的情況解決的方式是，當這個力量前來奴役或是摧毀星艦和航員的時候，由柯克挺身而出。他通常採用的戰略是以機智勝過對手，並且慷慨陳詞來懇求人性的價值。許多集通常結束的時候是以一段簡短的寓意做為總結，並帶有一絲絲的幽默。
在劇本寫作方面，《星際爭霸戰》另一個著名的地方是第一個聘用當代具有引領地位的科幻作家，例如哈冷·愛利森），以及已有地位的電視劇作家來撰寫劇本的科幻電視影集。系列影集劇本編輯桃樂絲·方塔那（原先是羅登貝瑞的秘書）也是《星際爭霸戰》之所以成功的另一個要角——她編輯了大部分集數的劇本，也寫了約十幾集的劇本，不過她的貢獻在當時被大大地輕視了。她繼續為《銀河飛龍》第一季撰寫了幾集的劇本，不過她在第二季開始前離開了，後來也對新影集的方向、羅登貝瑞對影集的支配、以及他把影集成功的功勞全部歸於自己的這幾點多所批評。
《星際爭霸戰》較傑出的幾集包括：「獸籠」（唯一分成上下集的章節，由羅登貝瑞親自編劇，並且使用了當初未播映的試播章節「牢籠」的部分影片）、「The Trouble with Tribbles」（由大衛·傑洛德編劇）、「永恆邊界之城」（編劇哈冷·愛利森）、「黑暗中的惡魔」（編劇吉恩·康）、以及「恐怖平衡」（編劇保羅·施耐德）等等。雖然《星際爭霸戰》大多數章節都具有獨立性，不過整個系列影集裡還是有幾個著名的主題。可以說，最重要的是探索1960年代美國的幾個主要議題，像是性別歧視、種族主義、民族主義、和全球性戰爭等等。羅登貝瑞相信，給予新的觀點，群眾們在他們自己的生活裡看待這些議題的方式也會大大地不同。但是有些評論家指控他為左派宣傳。
舉例來說，某幾集的《星際爭霸戰》，例如「蘋果」以及「執政官回歸」，既微妙又清楚地顯示出反宗教的題材。而另外幾集例如「麵包和馬戲團」和「奧米加榮耀」則是更公開地讚揚宗教與愛國的題材，不過某些人認為，像這些普遍被認為劇本差和不可置信地爛的幾集，不過是羅登貝瑞試著迎合傳統、主流美國意識，以免遭到審查。然而，重要的是要記得電視網的干涉，大到包括劇本和影片的全面審查，在1960年代是一種常態。而《星際爭霸戰》也遭受了一定程度的竄改。許多劇本在NBC審查過後必須再修訂。根據一本關於這個影集的書中提到，在「捕人陷阱」這一集裡的「鹽吸血鬼」怪獸的血盆大口其實是一個內部笑話，用來諷刺電視網審查員堅持減掉張嘴親吻的戀愛場景的習慣。
《星際爭霸戰》另一個知名的地方是它的幽默感，像是史巴克和麥考依好友間針鋒相對的鬥嘴。有幾集例如「The Trouble with Tribbles」、「I, Mudd」、以及「A Piece of the Action」等等均是以喜劇的方式來編寫劇本和拍攝的。這份幽默在後續的影集和電影裡稍微減輕了一些，不過在電影《搶救未來》裡又大肆運用。
有幾集成為美國文化裡諺語的來源，這完全是意料之外的結果。也許最佳的例子是「柏拉圖的繼子女」這一集，史巴克的心智遭到控制（經由類似心靈傳動的過程）。控制他的行星居民不知什麼原因選擇了古希臘作為榜樣。在他們的控制之下，史巴克邊彈著豎琴邊唱著一首歌，歌裡有「苦澀殘渣」這個詞。結果，當某個美國球隊在某個球季表現得格外地差時，球迷們建議（例如用寫信給他們當地報紙體育專欄的編輯，或是打電話到廣播電台體育談話節目等的方式）球隊應該將他們今年的年度焦點影片命名為「柏拉圖的繼子女」，因為這個球隊已經變成聯盟裡的「苦澀殘渣」。

## 主題曲
影集的主題歌是由亞歷山大·克利基所作曲，雖然有搭配歌詞，但是從來沒用過。這份歌詞曾經刊載在由史蒂芬·懷特菲爾德所撰，1968年出版的一書中：
賀伯·搜洛與羅伯特·賈特曼在他們1996年寫的書中提到，吉恩·羅登貝瑞沒有告訴作曲者亞歷山大·克利基，私底下寫了這段歌詞，而且也沒有打算要讓它們跟曲一起唱，以便讓他得到歌曲表演版稅的50%。（這個慣例並不是新創的，在音樂出版事業裡蠻常見的，不過有些人認為這個有道德上的疑慮。）雖然主題曲的一些錄音版本有搭配歌詞，但是許多人指出，歌詞跟旋律不搭，而且不好唱。

## 角色
參見：星際爭霸戰演員群列表

### 主角
蘇魯和烏蘇拉在影集裡只有姓沒有名，在紀錄片《威廉·薛特納的星艦奇航記回憶》裡，妮雪兒·尼柯斯在專訪中提到，她和羅登貝瑞在一起絞盡腦汁讓角色背景更為完整時，同意烏蘇拉的名字應該叫做「妮歐塔」（Nyota），這在斯瓦希里語中是「星星」的意思。蘇魯的名字「光」，記載於官方正式資料中，並在《邁入未來》中首次使用。
相對地較為年輕、一頭亂髮的俄籍領航員契可夫是在第2季加入的。根據一個普遍為人所知的傳說指出，這是回應一篇俄文報紙「真理报」的憤慨社論。這篇社論指出，蘇聯是第一個將人送入太空的。然而，沒有直接的證據說這是真的。官方文件說加入這個角色是為了更吸引青少年的市場，特別是女性的部分。

### 配角
- 女 護士克里斯丁·查培尔（英语：Christine Chapel）（由玛婕尔·巴瑞特（英语：Majel Barrett）飾演）。巴瑞特同時也是《星際爭霸戰》和《銀河飛龍》裡的電腦播報聲。她在1969年嫁給羅登貝瑞。
- 艦長女侍從：珍妮絲·蘭德（英语：Janice Rand）（由葛瑞絲·李·惠特妮（英语：Grace Lee Whitney）飾演）。
- 傳送器操作員凱爾（Kyle，由約翰·溫斯頓（英语：John Winston (actor)）飾演）
- 加洛威上尉（Lt. Galloway，由大衛·羅斯（David L. Ross）飾演），也是唯一一位在劇中死掉的常態角色。
- 萊斯里（英语：Lieutenant Leslie）（由艾迪·派斯基（英语：Eddie Paskey）飾演）

### 試播章節
- 克里斯多夫·派克（英语：Christopher Pike (Star Trek)）（由傑佛瑞·杭特（英语：Jeffrey Hunter）飾演）
- 大副（由瑪婕爾·巴瑞特（英语：Majel Barrett）飾演）
- 史巴克（由李奧納德·尼摩伊飾演）
- 喬西·泰勒（英语：José Tyler）（由彼得·杜瑞亞（英语：Peter Duryea）飾演）
- 文書士柯爾特（由勞瑞·高德溫（英语：Laurel Goodwin）飾演）
- 菲利普·波伊斯（英语：Phillip Boyce）（由約翰·霍伊特（英语：John Hoyt）飾演）

### 著名的客串角色
- 蓋瑞·米契爾少校（Gary Mitchell，由蓋瑞·洛克伍德（英语：Gary Lockwood）飾演）
- （由Sally Kellerman（英语：Sally Kellerman）飾演）
- （配音）/ （配音）/ （配音）/ （由Vic Perrin（英语：Vic Perrin）飾演）
- 哈寇特·芬頓·穆德（英语：Harry Mudd）（由羅傑·卡默（英语：Roger C. Carmel）飾演）
- 羅慕倫指揮官／沙瑞克（英语：Sarek）（由馬克·李納德（英语：Mark Lenard）飾演）
- / （配音）（由Ted Cassidy（英语：Ted Cassidy）飾演）
- （由Sherry Jackson（英语：Sherry Jackson）飾演）
- （由James Gregory（英语：James Gregory (actor)）飾演）
- / 艦長（由Morgan Woodward（英语：Morgan Woodward）飾演）
- （由Kim Darby（英语：Kim Darby）飾演）
- （由Elisha Cook Jr.（英语：Elisha Cook Jr.）飾演）
- / 艦長（由William Campbell（演員）（英语：William Campbell (film actor)）飾演）
- /  / 的媽媽（由芭芭拉·巴布科克飾演）
- 可汗·努寧·辛格（由里卡多·蒙特尔班飾演）
- （由Jill Ireland（英语：Jill Ireland）飾演）
- （由瓊·考琳絲飾演）
- /  /  / （由Bartell LaRue（英语：Bartell LaRue）飾演）
- （由飾演）
- （由Elinor Donahue（英语：Elinor Donahue）飾演）
- （由Julie Newmar（英语：Julie Newmar）飾演）
- （由Tige Andrews（英语：Tige Andrews）飾演）
- 上尉（由Leslie Parrish（英语：Leslie Parrish）飾演）
- T'Pau（英语：:T'Pau (Star Trek)）（由Celia Lovsky（英语：Celia Lovsky）飾演）
- （由William Windom（英语：William Windom (actor)）飾演）
- （由Keith Andes（英语：Keith Andes）飾演）
- （由大卫·索尔飾演）
- / （由Ian Wolfe（英语：Ian Wolfe）飾演）
- Amanda Grayson（英语：Amanda Grayson）（由简·怀亚特飾演）
- （由Vic Tayback（英语：Vic Tayback）飾演）
- （由Warren Stevens（英语：Warren Stevens）飾演）
- / （由黛安娜·穆德（英语：Diana Muldaur）飾演）
- （由William Marshall（英语：William Marshall）飾演）
- （由Teri Garr（英语：Teri Garr）飾演）
- （由France Nuyen（英语：France Nuyen）飾演）
- / （配音）（由Malachi Throne（英语：Malachi Throne）飾演）
- （由Sabrina Scharf（英语：Sabrina Scharf）飾演）
- （由Rudy Solari（英语：Rudy Solari）飾演）
- ，（由Melvin Belli（英语：Melvin Belli）飾演）
- （由Kathryn Hays（英语：Kathryn Hays）飾演）
- （由Lee Meriwether（英语：Lee Meriwether）飾演）
- （由Frank Gorshin（英语：Frank Gorshin）飾演）
- （由陸錫麒（英语：Keye Luke）飾演）
- （由Yvonne Craig（英语：Yvonne Craig）飾演）
- （由佛瑞德·威廉森飾演）
- （由Charles Napier（英语：Charles Napier (actor)）飾演）
- ／瑪土撒拉／／·（由詹姆士·達利（英语：James Daly (actor)）飾演）
- （由Louise Sorel（英语：Louise Sorel）飾演）
- （由玛丽埃特·哈特利飾演）
- （由Marj Dusay（英语：Marj Dusay）飾演）

此外，影集最為人詬病的一點是常常有新進人員（通常是穿著紅制服的安全人員）在介紹過後不久就在任務當中被殺或是受傷。這些角色出現得太普遍了，所以就產生一個專有名詞——「紅衣人」，這些跑龍套的主要目的就是提醒主角們有危險情況發生。

## 在“下一代”時期仍出现的角色
參見：《星艦奇航記》系列跨越演出人員
衍生影集《銀河飛龍》於1987年首播的時候，在影迷之間引起了一些爭議。因為羅登貝瑞選擇將它設定在《星際爭霸戰》約100年後的時空，使得原先《星際爭霸戰》的角色沒有辦法成為新影集的主要角色。
然而，隨著《銀河飛龍》以及它的衍生影集的故事發展，許多《星際爭霸戰》時期的角色還是在故事中出現：
- 史巴克：現任瓦肯大使，據說他偷偷潛入羅慕倫帝國，希望能夠促進它與星際聯邦間的共存，以及和瓦肯社會的統一（參見「統一，上下集」（Unification, Parts I and II））。
- 麥考依：現在是一位高齡137歲的上將，在企業號D型進行處女航之前來進行視察（參見首集「遠點遭遇戰」（Encounter at Farpoint））。
- 史考提：晉升為上校，被困在傳送器緩衝區裡達70年之久，後來被企業號D型的航員發現，總算將他拯救出來（參見「遺物」（Relics））。
- 沙瑞克（Sarek）：史巴克的父親，在新的世紀裡繼續擔任瓦肯大使，最後死於瓦肯星（參見「統一，上下集」）。
- 剛、寇洛斯、寇（Kang, Koloth and Kor）：這3個曾經在、以及這3集出現的克林貢人，在24世紀繼續為克林貢帝國服務。他們出現在《銀河前哨》的一集「血誓」（Blood Oath）裡，在這一集剛和寇洛斯喪生。寇之後死於多明尼恩戰爭裡。在《邁入未來》時期的年輕時代的剛，之後也在《重返地球》的一集「倒敘」（Flashback）裡出現。
- 詹姆斯·柯克：他在2290年代中期，企業號B型的處女航途中失蹤，不過在75年之後被企業號D型的畢凱艦長從另一個平行時空拯救出來。然而，柯克在24世紀的出現是短暫的，他死於電影《日換星移》裡。

除了上面的例子之外，這些年來在許多非正史的小說和漫畫書裡面會出現《星際爭霸戰》時期的航員透過時空旅行或是其他方式來到《銀河飛龍》時期的情節。

## 冷知識
- 李奧納德·尼摩伊（Leonard Nimoy，飾演史巴克）是唯一一個每一集都出現的演員。
- 只有李奧納德·尼摩伊（Leonard Nimoy，飾演史巴克）和玛婕尔·巴瑞特（英语：Majel Barrett）（飾演大副及護士克里斯丁·查培尔（英语：Christine Chapel））兩位演員在首（「牢籠（英语：The Cage (Star Trek: The Original Series)）」）、末（「變節入侵者（英语：Turnabout Intruder）」）兩集都有出現。

## 延伸閱讀
- 星際爭霸戰影集列表
- 星際爭霸戰TrekMUSE

## 外部連結
- 羅登貝瑞1964年3月的原始星際爭霸戰概述（英文）
- 由所撰寫，極為詳盡的星際爭霸戰劇情總結（英文）
- 《星際爭霸戰》官方網站（英文） （页面存档备份，存于）
- 在Netflix上觀看《星際爭霸戰》